# Pedro Velasco
Pedro „Pete“ Velasco junior (* 6. April 1937 in Honolulu; † 21. März 2023) war ein US-amerikanischer Volleyballspieler.

## Leben
Pedro Velasco gewann mit der US-Nationalmannschaft bei den Panamerikanischen Spielen 1963 Silber und 1967 die Goldmedaille. Zudem gehörte zum Kader bei den Olympischen Sommerspielen 1964 in Tokio sowie 1968 in Mexiko. 1997 wurde er in die US Volleyball Hall of Fame aufgenommen. 1980 wurde er von der US Volleyball Association zum All-Time Great Player ernannt.